# Willem Piso

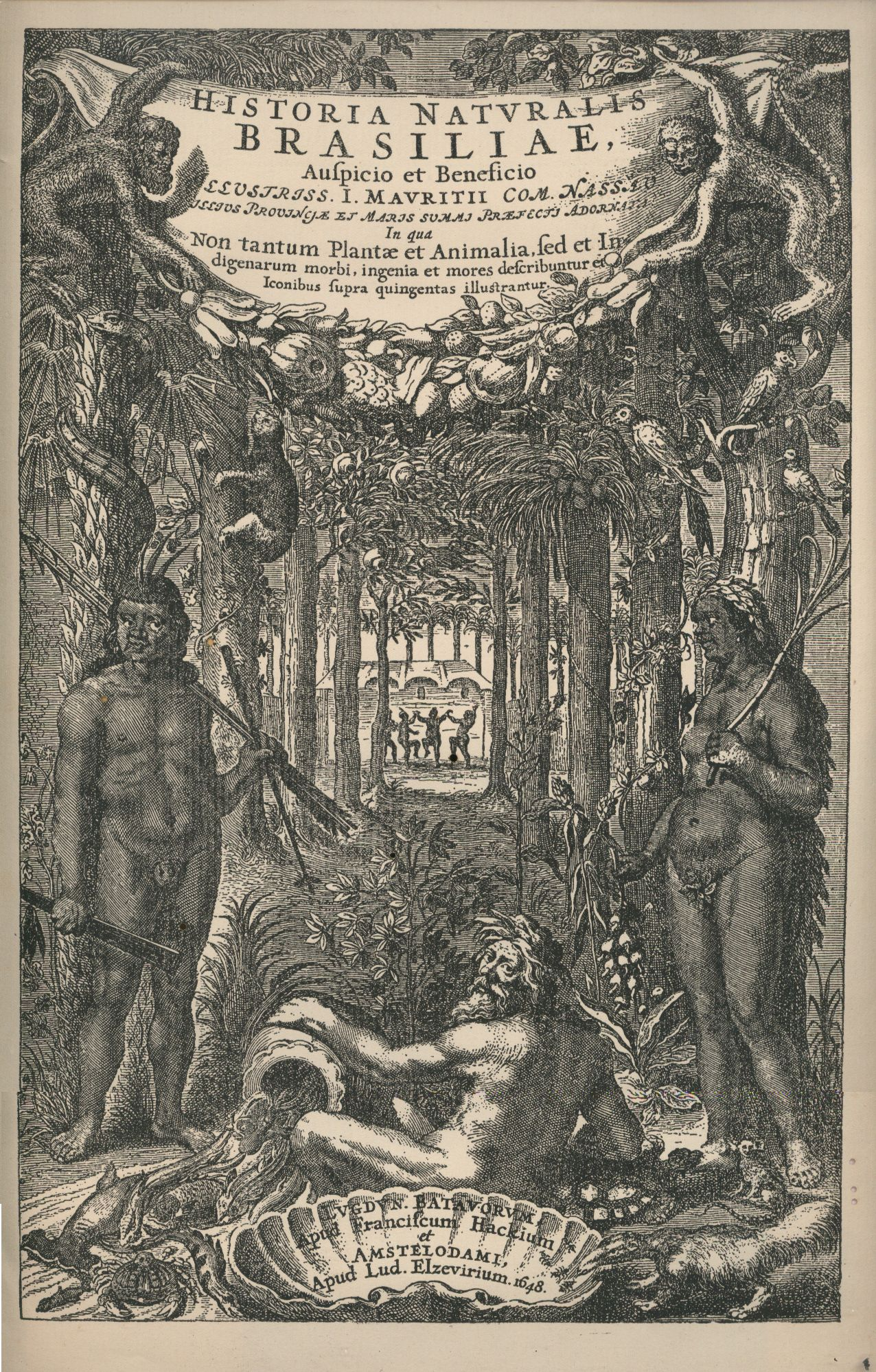
Historia naturalis Brasiliae - Guilherme Piso

Willem Piso (1611-28 novembre 1678) était un médecin et un naturaliste néerlandais qui a conduit une mission d'exploration scientifique au Brésil.

## Biographie
À la demande de Jean-Maurice de Nassau-Siegen, gouverneur-général de la colonie hollandaise du Brésil, il forme une équipe de scientifiques, en particulier Georg Markgraf (1610-1644), et d'artistes Frans Post (1612-1680) et Albert Eckhout (1610-1665), dans le but de découvrir la géographie du pays et de mettre en valeur ses richesses.
Il publie le fruit de ces recherches en 1648 sous le titre d’Historia naturalis Brasiliae […] : in qua non tantum plantae et animalia, sed et indigenarum morbi, ingenia et mores describuntur et iconibus supra quingentas illustrantur. De fait, après la mort de Johannes de Laet (1581-1649), il réécrit toute la partie consacrée à l'histoire naturelle et fait disparaître le nom de Georg Markgraf, le véritable auteur, des éditions ultérieures. Les gravures accompagnant l'ouvrage devinrent si sommaires, que la détermination précise des espèces citées fut délicate, jusqu'à la redécouverte des 133 originaux en 1786.